# Aaron (arcybiskup)
Aaron, Aron (zm. 15 maja lub 9 października 1059) – biskup krakowski, arcybiskup, pierwszy opat benedyktynów tynieckich. Ze względu na imię, popularne wśród irlandzkich i szkockich mnichów, przez niektórych badaczy łączony z pochodzącymi stamtąd zakonnikami, reformatorami życia zakonnego i z ruchem kluniackim.
Przybył do Polski prawdopodobnie z Kolonii, gdzie arcybiskupem był wuj Kazimierza Odnowiciela, Herman. W 1044 r. został pierwszym opatem ufundowanego przez Kazimierza klasztoru benedyktynów w Tyńcu. W 1046 r. został biskupem krakowskim.
Prawdopodobnie około 1049 r. otrzymał od papieża arcybiskupi paliusz. Nie jest jasne, czy do rangi arcybiskupstwa zostało podniesione biskupstwo krakowskie, czy też była to godność przyznana indywidualnie Aaronowi. Za pierwszą koncepcją przemawia prawdopodobne nieobsadzenie wówczas arcybiskupstwa gnieźnieńskiego, spowodowane załamaniem organizacji polskiego Kościoła i zniszczeniem Gniezna podczas kryzysu monarchii piastowskiej i najazdu czeskiego księcia Brzetysława (1039). Zmierzający do odbudowy państwa książę Kazimierz mógł planować przeniesienie do Krakowa również stolicy polskiego Kościoła. Pozycja Krakowa jako stolicy arcybiskupiej byłaby jednak chwilowa (następcy Aarona nie byli już arcybiskupami, a od ok. 1075 r. pojawił się znów arcybiskup gnieźnieński), dlatego też niektórzy badacze przypuszczają, że Aaron otrzymał paliusz jako honorową odznakę przysługująca wyłącznie jemu, bez arcybiskupiej jurysdykcji. Jest prawdopodobne, że jednak książę i będący jego współpracownikiem biskup zamierzali utworzyć stałe arcybiskupstwo w Krakowie, lecz z nieznanych nam powodów nie udało się tego zrealizować. Jednym z przypuszczeń uzasadniających załamanie tego planu jest możliwość, że nominację Aaron uzyskał od antypapieża Benedykta X, co tłumaczyłoby ewentualne trudności z potwierdzeniem rangi arcybiskupstwa przez następców. Należałoby w takim wypadku przesunąć otrzymanie tytułu arcybiskupiego na lata 1058–1059, kiedy to Benedykt X sprawował urząd. Kłóci się to jednak z informacją, że około 1055 r. Aaron wyświęcił szwedzkiego biskupa Osmunda, a czynność ta dokonywana była przez arcybiskupów.
Oprócz współpracy z księciem Kazimierzem Odnowicielem w zakresie odnowienia państwa, Aaron był również organizatorem Kościoła w swojej diecezji. Na duchowieństwo świeckie nałożył zgodnie z duchem reform kluniackich obowiązek odśpiewywania psalmów, m.in. godzinek. Przypisuje się mu założenie kapitulnej biblioteki krakowskiej. Nadał na "wieczne" czasy klasztorowi tynieckiemu dziesięciny stołu biskupiego z gruntów opackich.
Niektórzy badacze przypuszczają, że Aaron przywiózł do Polski z Kolonii tzw. sakramentarz tyniecki, będący aktualnie jednym z najstarszych rękopisów w zbiorach Biblioteki Narodowej w Warszawie. Bardziej prawdopodobne jest jednak, że sakramentarz powstał w Kolonii w latach 1070–1080.
Kapituła krakowska przyjęła za swój herb osobisty herb Aarona.
Biskup Aaron jest bohaterem powieści historycznej Teodora Parnickiego Srebrne orły (gdzie jednak czas życia i działalności Aarona został przesuniety na okres panowania Bolesława Chrobrego) oraz jedną z głównych, zagadkowych postaci pierwszego tomu Nowej baśni tegoż autora.